# Chiara Salmeggia
Francesco Tassi»
Chiara Salmeggia, o Talpina o Salmezza (Bergamo, 1590-1600 – Bergamo, prima metà del 1600), è stata una pittrice italiana.

## Biografia
Figlia del pittore Enea Salmeggia , della sua vita si conosce poco: è documentata la sua nascita verso la fine del secolo decimo settimo e documentato che fosse una dei sei figli del pittore bergamasco e di Vittoria Daverio. Sicuramente imparò nella bottega del padre dove incontrò e sposò Giacomo Assonica, pittore, alunno nella medesima bottega.

### Gio Giacomo Assonica
Pittore e marito di Chiara Salmeggia, di lui rimane solo un'opera testimoniata da Francesco Tassi nel suo Vite de' pittori, scultori e architetti bergamaschi. Il dipinto è situato sulla contro-facciata, sopra l'entrata principale della chiesa di Sant'Agata nel Carmine. 
L'opera rappresenta la Vergine con santi e, nella parte inferiore, santa Maria Maddalena de' Pazzi, un santo carmelitano sopra le nubi e la raffigurazione della città orobica; il dipinto è firmato e datato Jo Jacobus Assonica Berg pinxit 1724 .

## Opere
- Madonna con Bambino e santi, tela composta da tre diverse tele cucite tra di loro e realizzate da tre pittori: Chiara Salmeggia, Gian Paolo Cavagna e Giovanni Brini, chiesa di Santa Agata del Carmine;[4]
- San Carlo, chiesa di Santa Agata del Carmine, firmato Clara Salmetia;
- San Giovanni Battista nel deserto, basilica di Sant'Alessandro in Colonna;
- San Francesco di Sales, basilica di Sant'Alessandro in Colonna;
- Quadri dei misteri della passione, altare di Santa Maria Vergine del monastero di Santa Chiara;
- Santa Maria Maddalena con i santi Gerolamo e Francesco, altare del Crocifisso della chiesa delle Convertite, firmato Clara Sonica de Talpina 1624;[5]
- Maria Vergine con bambino in seno, collezione privata del conte Carlo Albani;[2]
- Veronica, chiesa di Santa Maria della Pace di Alzano Lombardo sempre attribuita alla bottega del Salmeggia.